# Sainte-Croix-de-Quintillargues
Sainte-Croix-de-Quintillargues is een gemeente in het Franse departement Hérault (regio Occitanie) en telt 574 inwoners (2004). De gemeente werd op 1 januari 2017 overgeheveld van het arrondissement Montpellier naar het arrondissement Lodève.

## Geografie
De oppervlakte van Sainte-Croix-de-Quintillargues bedraagt 6,6 km², de bevolkingsdichtheid is 87,0 inwoners per km².

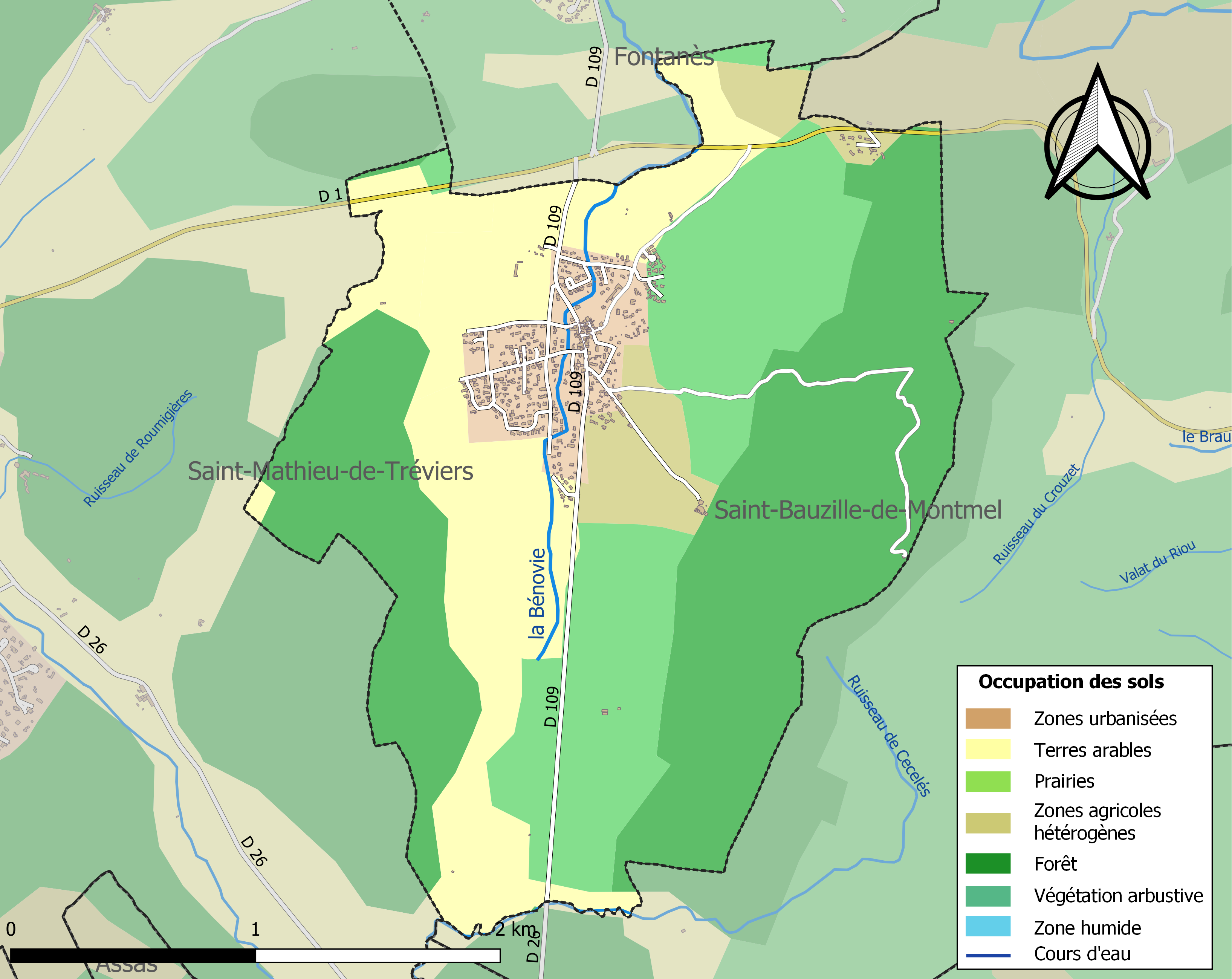
Kaart van de gemeente met de belangrijkste infrastructuur, bodemgebruik en omliggende gemeenten

## Demografie
Onderstaande figuur toont het verloop van het inwonertal (bron: INSEE-tellingen).
1. ↑  Populations de référence 2022.